# Samurai Fiction
Samurai Fiction, auch bekannt als SF: Episode One, ist ein zu 96 % in Schwarz-Weiß gedrehter Film, der der Standardhandlung für einen Jidai-geki-Samurai-Film folgt. Außergewöhnlich an dem Film ist der von Tomoyasu Hotei stammende Rock-’n’-Roll-Soundtrack, welcher den Film von anderen Samurai-Filmen, die beispielsweise von Werken von Akira Kurosawa inspiriert wurden, unterscheidet.

## Handlung
Die Handlung dreht sich um Inukai Heishiro, gespielt von Fukikoshi Mitsuru, der Sohn eines Adeligen. Eines der wertvollsten Erbstücke seiner Familie, ein Schwert, ein Geschenk des Shogun, wurde gestohlen vom Samurai Kazamatsuri, gespielt von Tomoyasu Hotei. Heishiro besteht darauf, gegen den Rat seines Vaters, das Schwert eigenhändig zurückzuholen. Dabei wird er von zwei Freunden begleitet. Beim ersten Zusammentreffen mit Kazamatsuri wird Heishiro im Kampf verwundet und einer seiner Gefährten stirbt durch Kazamatsuris Schwert. Heishiro wird vom alten Samurai Mizoguchi gerettet und von ihm und seiner Adoptivtochter aufgenommen. Heishiro hat aber nichts anderes im Sinn, als das Schwert wieder zu erobern. Trotz der Versuche des alten Samurai, ihn von dieser Mission abzubringen, macht sich Heishiro nochmals auf den Weg, sich Kazamatsuri zu stellen, um das Schwert wieder sein Eigen zu nennen.

## Hintergrundinformationen
Samurai Fiction war der erste abendfüllende Spielfilm von Regisseur und Drehbuchschreiber Hiroyuki Nakano, ursprünglich ein Regisseur von Musikvideos. Seine Erfahrungen mit Rock-’n’-Roll-Musikvideos werden deutlich in der Art des Filmes und zweifellos im Soundtrack. Der Film wurde veröffentlicht als erster Teil einer Serie, betitelt „SF“. Die Filme werden nur lose, in Handlung oder Charaktere, zusammenhängen. Nakanos Vorhaben ist, die verschiedene Arten von Genres im Film kennenzulernen, jeder Filmtitel beginnt mit den Buchstaben „SF“. Bis jetzt ist aber erst ein weiterer Film in dieser Serie erschienen, Stereo Future im Jahr 2001. Samurai Fiction war ebenfalls die erste Filmrolle des japanischen Rockstars Tomoyasu Hotei.
Weil der Film als Hommage an alte Samurai-Filme fast gänzlich in Schwarz-Weiß gedreht wurde, lässt dies eine künstlerische und dramatische Verwendung von Farben zu. Am deutlichsten wurde dies angewandt, wenn ein Charakter getötet wird und der Bildschirm sich für einen Moment rot färbt. Auch am Anfang und am Ende wurden Farben als dramatischer Effekt eingebaut.
Der Film zeichnet sich aus durch einige amüsante Insiderwitze und Anspielungen. Zum Beispiel gehört das Schwert, um das sich der Film dreht, Toshirō Mifune, Star einiger Samurai-Filme von Akira Kurosawa. Auch werden Zusammenhänge mit Filmen wie Pulp Fiction und anderen modernen Filmen deutlich.